# Вальцьовий брикетний прес
Вальцьовий брикетний прес -  апарат для брикетування дрібнодисперсних корисних копалин, переважно вугілля, що складається з живильника-завантажника (розподільна чаша), валків з бандажними кільцями і станини з розміщеною на ній системою гід равлічного стиску (рис. ).

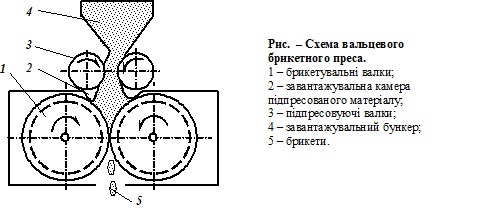

Пресування брикетної суміші виконується на вальцевих брикетних пресах  при тиску 20 – 80 МПа. 
Підготовлена брикетна суміш із завантажувального бункера надходить у простір між двома підпресовуючими валками, що обертаються назустріч один одному. Підпресований матеріал акумулюється в завантажувальній камері, з якої він вивантажується під дією сил ваги і тертя в робочий простір між брикетувальними валками. Останні при обертанні захоплюють із завантажувальної камери підготовлений матеріал. Брикетувальні валки оснащені бандажними кільцями з чарунками у формі брикету. Правильний вибір розмірів і форми чарунок забезпечує рівномірне ущільнення брикетної суміші в об’ємі чарунки і одержання міцних брикетів. Для повного і рівномірного заповнення чарунок сумішшю вона подається на валки під деяким натиском. В чарунках бандажних кілець матеріал спресовується, а коли чарунки розходяться з них випадає готовий брикет. Тривалість стиску вугільної маси складає в середньому 0,4 – 0,5 с.
Охолодження і відвантаження готових брикетів – заключна операція технологічного комплексу брикетування. Охолодження забезпечує необхідну механічну міцність готових брикетів. При цьому підвищується в’язкість зв’язуючого за рахунок зниження температури з 60 – 65 до 20 – 25оС. Інтенсивність охолодження пропорційна відношенню об’єму брикету до його поверхні. Крупні брикети охолоджуються повільніше, ніж дрібні (маса вугільних брикетів 30 – 360 г). Додатково охолоджувати брикети можна під час їх відвантаження у залізничні вагони.